# Tarraco Arena Plaça
Tarraco Arena Plaça (TAP), antigament plaça de Toros de Tarragona, és un equipament situat al carrer de Mallorca de la ciutat de Tarragona, protegit com a bé cultural d'interès local. Inicialment construït el 1883 com a plaça de toros, obra de l'arquitecte Ramon Salas i Ricomà.
Actualment és propietat de la Diputació de Tarragona, la qual va impulsar l'any 2006 una remodelació i rehabilitació que finalitzà l'any 2010 afegint una cúpula retràctil i adoptant l'actual nom. Amb un aforament màxim de 10.800 persones i una capacitat de 9.500 persones és l'espai polivalent cobert més gran de la província de Tarragona. L'arrendament i l'explotació està externalitzat en una empresa privada.
Des del 1883 fins avui, la plaça de braus de Tarragona ha estat escenari d'espectacles i festivals de tota mena: curses de braus, circ, teatre, festivals, concerts, sardanes, capgrossos i manifestacions folklòriques diverses. Actualment ja no acull corrides i serveix per a esdeveniments culturals, esportius i d'oci de gran format. Cada dos anys és l'escenari del Concurs de Castells de Tarragona.
El 14 de setembre de 2017 hi va començar la Campanya del Sí al Referèndum sobre la independència de Catalunya, amb la participació entre d'altres de Carles Puigdemont, Oriol Junqueras, Jordi Sànchez i Jordi Cuixart. A més, el 2014 va ser seu de la final de la Supercopa d'Espanya d'handbol masculina, i hi han actuat artistes com Status Quo, Los Suaves, Hombres G, Estopa, Marea o Manuel Carrasco.

## Descripció

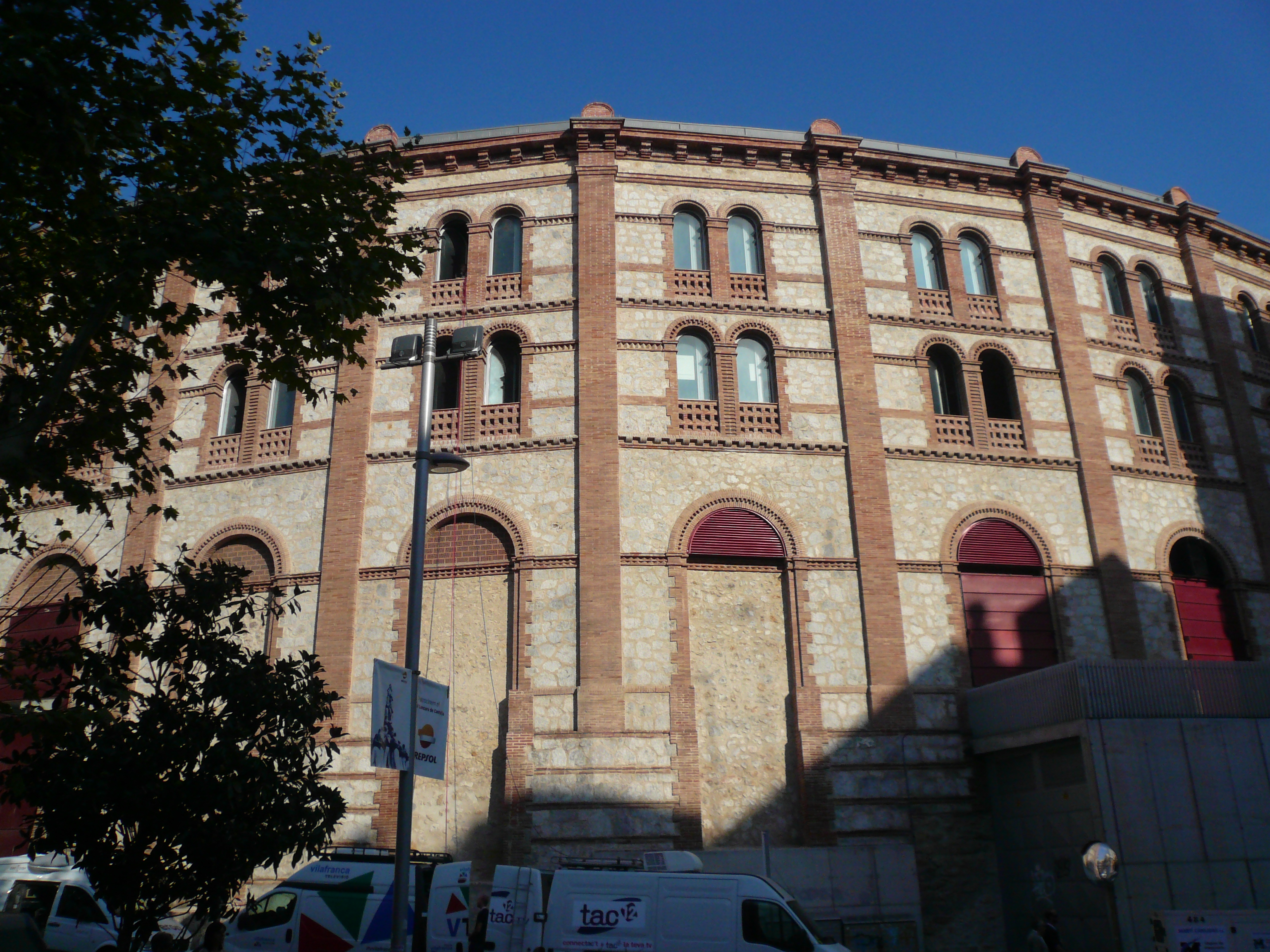
Exterior de la plaça

Es tracta d'un edifici de caràcter singular pel disseny, amb la disposició de maó i pedra. A diferència d'altres places de toros, no ocupa tota una illa sinó que a la zona immediata s'ha anat poblant d'edificacions que tapen la visual de l'edifici.
La plaça és circular, amb 51 m de diàmetre i un cos sortint que correspon a l'entrada principal. Té una mena de llotja i dos pisos i tenia una capacitat per a 21.000 places.
És una de les primeres obres modernistes de la província. Té una construcció mixta d'obra vista i paredat (fórmula utilitzada a l'arquitectura de caràcter industrial). Els pilars de rajola són el contrapunt de tota l'estructura. Es situen entre buit i buit les obertures emmarcades amb arcs d'obra vista tipus neoromànic. La col·locació del totxo recorda a les fórmules neomudèjars, comunes a les places de toros. A la zona baixa destaca els grans carreus i la pedra de roca dura procedent de les restes de l'antiga fortificació. S'utilitzaren jàsseres d'acer i columnes de ferro fos.

## Història

### Plaça de braus
Cap al 1880, la idea de construir un gran coliseu a la ciutat de Tarragona va sorgir a les tertúlies del Cafè Clarà de la Rambla Nova. Altres ciutats a Catalunya ja tenien places de braus, i aquestes edificacions van ser, des dels seus inicis, seus imprescindibles per a la realització de tota mena de manifestacions culturals i folklòriques. La Societat Taurina de Tarragona encarregà el disseny d'una plaça de Toros al que fins llavors era arquitecte municipal i membre de la societat, Ramon Salas Ricomà, un dels millors arquitectes de l'època a Tarragona i arquitecte municipal, provincial i de l'arquebisbat. Salas era coneixedor de les noves tècniques constructives i s'inspirà en la plaça de Madrid que li serví de model per al volum.
Les gestions van ser llargues. Trobar un lloc d'emplaçament, consultes municipals, estudis de terrenys, accessos i finançament. El 23 de febrer de 1883 el municipi acordà concedir el permís corresponent. L'obra fou aixecada en un espai despoblat i en bona part dedicat a conreus i cases de camp, als voltants de la fàbrica del gasòmetre i s'aixecà sobre restes del Baluard d'Orleans i fortificacions que formaven part del sistema defensiu del Fortí Reial.
La construcció de la plaça de braus va repercutir en l'aspecte urbanístic de la ciutat. Fou una de les primeres obres modernistes a les comarques de Tarragona.
La plaça disposava de tres pisos (dos superiors coberts), i un redol de 55 m de diàmetre, la construcció dels murs de pedra blanca del país i maons vermells, la façana de planta poligonal de 48 costats i un diàmetre de 95 m. Tenia a l'origen una capacitat de 17.000 espectadors. Les obres de construcció es van acabar el 1883, i el mateix mes de setembre es va inaugurar.
El negoci dels toros no funcionà i al cap de poc es transformà en magatzem de l'empresa de materials prefabricats Escofet. Després de la Guerra Civil es feia servir novament com a plaça de toros.
El 1943 s'expedienta l'obra ruïnosa promoguda per Josep Enrich Moncunill i Josep Castells Vilaseca, amb l'advocat Antoni Guasch Barrufé. El 1944, l'arquitecte Lluís Girona Cuyàs presenta un projecte nou, promoguda per Lluís Aymat i Jordi. Després s'oferí a l'Ajuntament el 1946. La penya taurina, el president de la qual era Francesc Rodríguez i Martínez, aconseguí la normalitat el 1948. L'any 1951 Francesc Monravà Soler construí a un costat una petita infermeria. Cinc anys després recompongué part de l'estructura metàl·lica de l'edifici. El 1965 Francesc Ripoll i Sahagún dissenyà la porta d'accés, habitatge per al conserge i una última grada. I, finalment, el 1976 es pressupostà el reforç de la graderia. La Llei 9/1993, del 30 de setembre de Patrimoni Cultural Català la va catalogar com un bé cultural d'interès local.

### Remodelació
Adquirida per la Diputació de Tarragona, l'any 2006 es va fer una primera remodelació i rehabilitació, amb un pressupost d'uns 18 milions d'euros, que finalitzà l'any 2010 afegint una cúpula retràctil i adoptant l'actual nom de Tarraco Arena Plaça. Des de llavors la gestiona una empresa privada i hi tenen lloc manifestacions culturals i esportives de tota classe.

## Concurs de castells
La plaça acull el concurs de castells de Tarragona, que se celebra els anys parells.

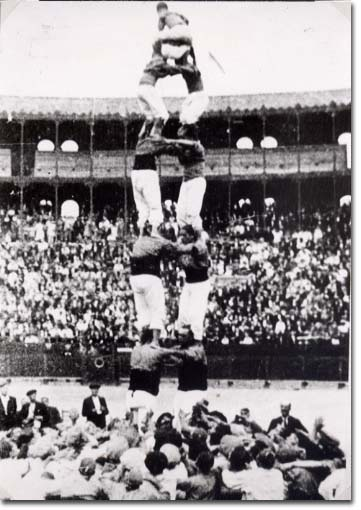
Concurs de 1932
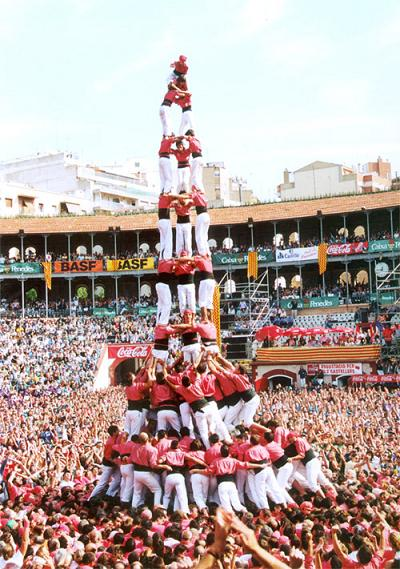
Concurs de 2000
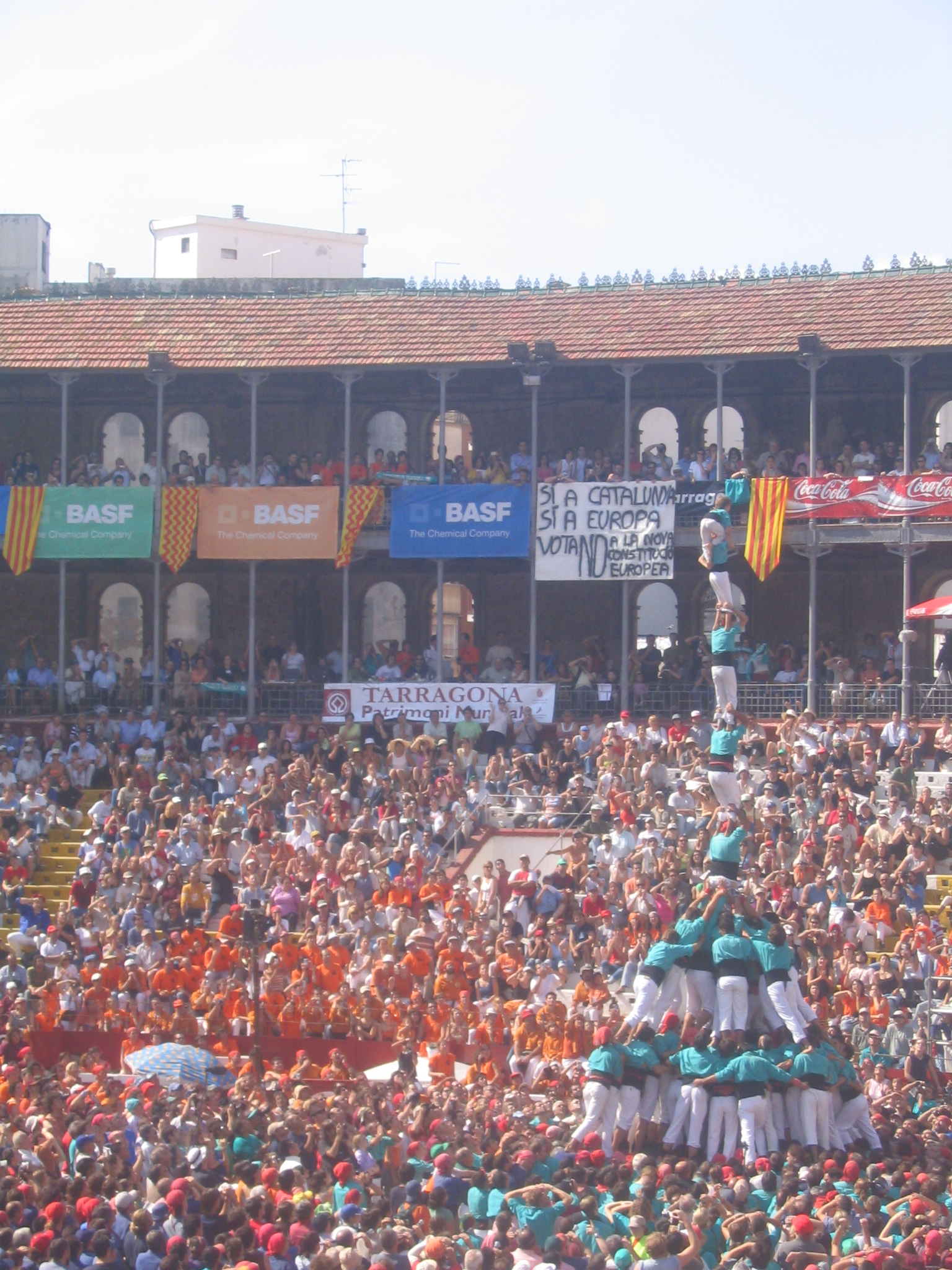
Concurs de 2004
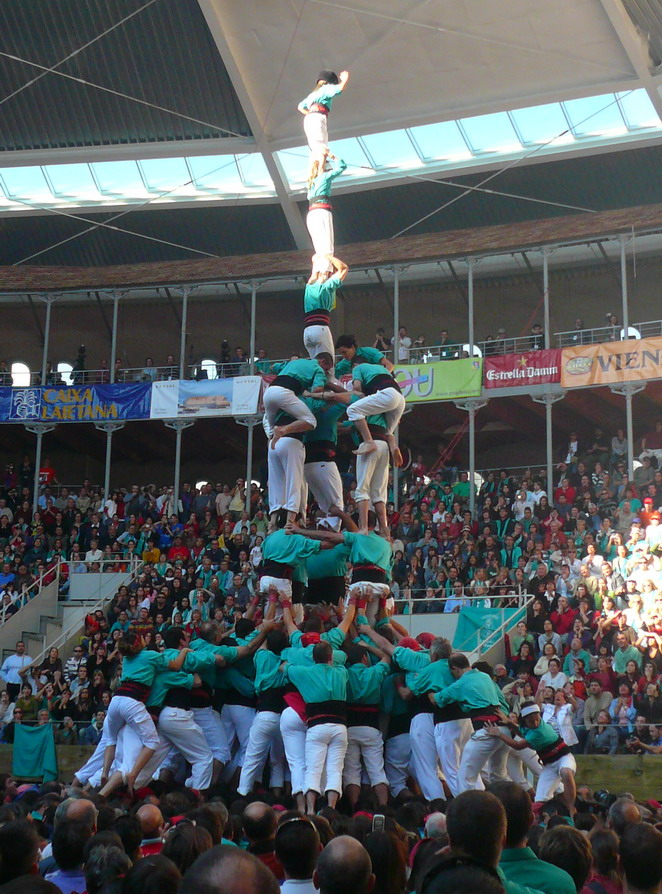
Concurs de 2008
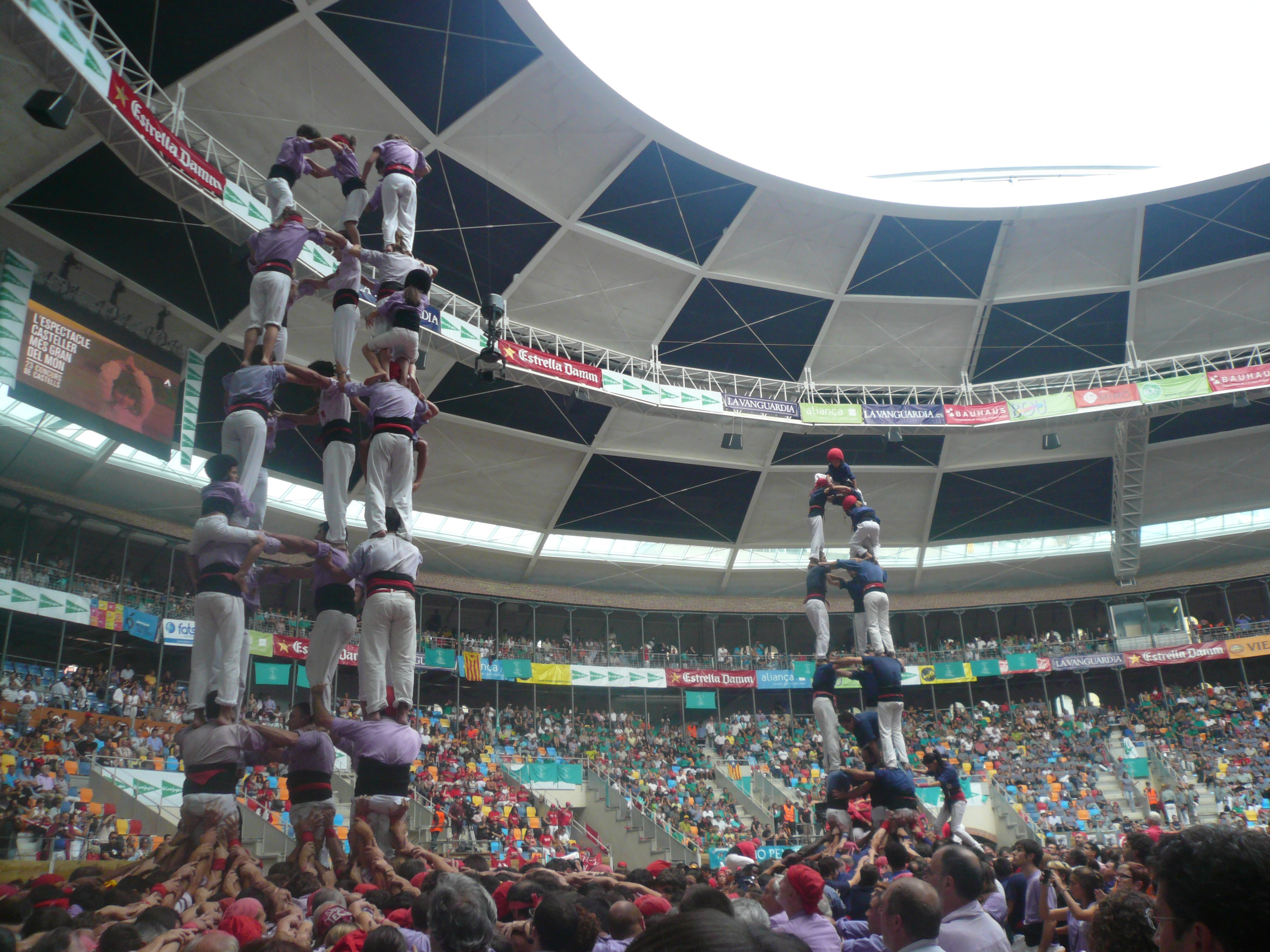
Concurs de 2010